# AaaaaAAaaaAAAaaAAAAaAAAAA!!! – A Reckless Disregard for Gravity
AaaaaAAaaaAAAaaAAAAaAAAAA!!! – A Reckless Disregard for Gravity (tạm dịch: AaaaaAAaaaAAAaaAAAAaAAAAA!!! – Sự coi thường bất chấp trọng lực) là trò chơi máy tính thuộc thể loại mô phỏng do hãng Dejobaan Games phát hành cho Microsoft Windows vào ngày 3 tháng 9 năm 2000. Game lấy bối cảnh diễn ra vào năm 2011 trong một phiên bản thực tế thay thế của Boston, Massachusetts, người chơi môn BASE jump (nhảy từ những vật thể cố định) sẽ nhảy từ tòa nhà cao nhất và cố gắng để đạt được điểm số cao nhất có thể.

## Cách chơi
AaAaAA!!! - A Reckless Disregard for Gravity là một trò chơi cho phép người chơi nhảy chúi đầu từ trên nóc một tòa nhà cao nhất xuống dưới với góc nhìn người thứ nhất kiểu 3D. Người chơi ghi điểm bằng cách bay gần các vật thể trên đường xuống, đập vỡ thông qua các tấm kính màu khác nhau, hạ cánh bằng dù trên một vùng thả định rõ, và không kết thúc như một bao xương bị gãy. Người chơi cũng nhận được điểm "hôn" bay gần các công trình hoặc các chướng ngại vật trên không khác và cho "ôm" (còn lại gần) những chướng ngại vật này khi họ rơi. Người chơi nhận được điểm thưởng cho "xâu kim", phun sơn trên các tòa nhà, giơ dấu hiệu tán thành cho người hâm mộ và tạo cử chỉ khiếm nhã với người phản đối. Đánh một con chim cũng được một số điểm khá đáng giá. Cái ôm và nụ hôn là cách chính để tăng điểm số. Những công trình kiến trúc, chướng ngại vật và vật thể khác nhau giữa các màn chơi. Một số màn chơi gồm các sườn núi, những công trình kiến trúc chuyển động và thay đổi, chim chóc và nghệ thuật trừu tượng.
Người chơi được đánh giá cách mà họ nhảy như thế nào, và họ kiếm được "răng" để đạt được một số điểm chuẩn cao về nhảy. Răng cho phép người chơi để mở khóa các màn chơi, vật phẩm mới (trong đó bao gồm cà phê espresso giúp làm nhảy chậm, graffiti để phun lên các công trình, và một chiếc găng tay được thiết kế để giơ dấu hiệu tán thành cho người ủng hộ hoặc chào hai ngón tay cho người phản đối), và những thứ mơ hồ khác chẳng hạn như hướng dẫn thiền định và kỹ thuật con lợn tua tủa lông. Thu nhập điểm số cao đủ cho phép người chơi gửi điểm số của họ trên bảng xếp hạng trực tuyến. Nhà phát triển game đã lấy cảm hứng từ môn BASE jumping trong bộ đồ bay wingsuit.

## Phát triển
Phiên bản đầu tiên của AaAaAA!!! là một nguyên mẫu dựa trên những người chơi môn BASE Jumping đã nhảy xuống bên cạnh một ngọn núi. Một trong những thách thức của việc phát triển trò chơi này là xây dựng một cơ chế lối chơi cốt lõi và sau đó đơn giản hóa những gì là cần thiết. Sau đó nó được phát triển như là một sản phẩm phụ của một game trước đó là Inago Rage. cc

## Đón nhận
AaAaAA!!! - A Reckless Disregard for Gravity đã nhận được sự đánh giá nhìn chung có triển vọng, như đã thấy bởi có điểm số tổng hợp 81/100 và 81.56% tại các trang web Metacritic và GameRankings. Game lọt vào vòng chung kết giải IGF 2010 vì xuất sắc trong mảng thiết kế. 